# Чураков, Сергей Сергеевич
Сергей Сергеевич Чураков (1908—5 марта 1964) — советский художник-реставратор. Член Союза художников СССР.

## Биография
Родился в 1908 году в семье художника и скульптора-анималиста Сергея Михайловича Чуракова (1885—1949), который после окончания в 1901 году Коммерческого училища поступил в Московское училище живописи, ваяния и зодчества, но не окончил в нём курса; увлёкся толстовством и когда в 1906 году отказался по убеждениям от военной службы был арестован; в тюрьме венчался с Маргаритой Константиновной Вентцель (1888—1968) — сестрой астронома М. К. Вентцеля. С этапа, следовавшего во Ржев, сумел бежать с женой за границу, где (в Швейцарии) родился их первый сын, Сергей. Вернувшись с семьёй в Россию, Сергей Михайлович Чураков долго жил под чужим именем. С. М. Чураков очень любил дерево; его деревянные скульптуры хранятся ныне в различных музеях и частных коллекциях.
Всего в семье Чураковых было шестеро сыновей и три дочери. Всем им родители постарались дать художественное воспитание: «После чтения сказок Афанасьева или Пушкина отец просил детей сделать к услышанному иллюстрации. Эти детские рисунки сохранились в немалом количестве. Потом настал черёд копирования зоологических атласов и альбомов старых мастеров — Альбрехта Дюрера, Леонардо да Винчи, Ганса Гольбейна… В результате совсем не случайно четверо детей С. М. Чуракова стали реставраторами высочайшего уровня…».
Общее образование Сергей получил в школе-семилетке; художественное получал в мастерской Леблана, а затем у П. Д. Корина — в кружке при Музее изящных искусств имени А. С. Пушкина; в 1927 году по совету Корина он подал заявление в Центральные государственные реставрационные мастерские, находившиеся в то время на Берсеневской набережной, и был зачислен практикантом отдела древнерусской живописи. Здесь он под руководством крупнейших реставраторов — Г. О. Чирикова, В. О. Кирикова, И. И. Суслова и М. И. Тюлина прошел большую школу. Уже на следующий год он самостоятельно провёл реставрацию ряда икон, в числе которых «Георгий на коне» из Гуслицкого монастыря и «Троица» из церкви Белая Троица в Твери. В 1930 году он принял участие в снятии фрагментов фресок со стен собора Чудова монастыря. Ему поручалась также работа по реставрации художественных полотен: восстанавливал повреждённые временем и обстоятельствами портреты боярина П. И. Потемкина и князя В. Д. Голицына, написанный О. А. Кипренским, а также картину В. А. Серова «Портрет Александра III», которую в революционном пылу солдаты в нескольких местах проткнули штыками (в том числе выкололи изображению глаза)
С января 1931 года до весны 1937 С. С. Чураков — художник-реставратор Государственного исторического музея. В этот период он занимался раскрытием росписей Новодевичьего монастыря, икон в музее «Коломенское», Постниковского собрания музея и др.; реставрировал вывезенные экспедицией П. Д. Барановского с севера иконы, плафоны в Книжной палате на Новинском бульваре и росписи в доме Юсуповых у Красных ворот. Он принимал участие в работах Научно-реставрационной экспедиции Третьяковской галереи под руководством Ю. А. Олсуфьева над архитектурными памятниками Великого Новгорода.
В результате его поездки в 1937 году в Ферапонтов монастырь впоследствии появилась его оригинальная статья о творчестве Дионисия: «Портреты во фресках Ферапонтова монастыря» («Советская архитектура», 1959), в которой он сделал предположение, что этот блистательный художник XV века «изобразил в своих фресках свой „семейный портрет“ и портретные изображения итальянцев, причастных к строительству Московского Кремля».
С 1938 года Чураков начал изучать особенности искусства мастеров русской стенописи на примере росписей Ростова, Ярославля и Тутаева; собирал мотивы древнерусских орнаментов.
Во время войны Сергей Сергеевич Чураков реставрировал картины из собрания краеведческого музея Махачкалы, а затем Горьковского художественного музея (в частности, полотно Маковского «Воззвание Минина к нижегородцам»). В 1942 году в составе бригады реставраторов под руководством П. Д. Корина, вместе со своими братом и сестрой — Степаном и Екатериной Чураковыми, участвовал в спасении плафона зрительного зала Большого театра, пострадавшего от авиабомбы. Также он работал с картинами и иконами в Тульском художественном музее и в Калужском музее. В Туле Чураков исследовал фрески Успенского собора (сделал их копии, составил опись), ныне утраченные.
В 1946 году в московском Доме архитектора прошла выставка сделанных им копий настенных храмовых росписей и вскоре Сергея Сергеевича Чуракова приняли в Союз художников СССР.
В 1946 году он начал преподавать реставрацию в Загорском ремесленном училище, а спустя два года начал практические работы Троице-Сергиевой лавре. Возглавляемая им бригада реставраторов сначала восстанавливала митрополичьи покои, затем приняла участие в восстановлении стенописей Троицкого собора.
В 1952 году работал над спасением наружных стенописей в Воскресенском соборе Тутаева. В следующем году началась большая работа по снятию стенописей в Благовещенском монастыре Юрьевца, комплекс зданий которого попадал в зону затопления водохранилища. Было снято около 50 м² росписей. Их снятие, транспортировка, а затем монтаж в Музее имени Андрея Рублева продолжались более двух лет. Здесь впервые в стране был применён разработанный Чураковым метод экстренного снятия настенной живописи. В это же время спасались фрески в другом волжском городе — Пучеже, также попадавшие под затопление; здесь было снято около 80 м² росписей.
В 1960 году А. И. Сусловым и С. С. Чураковым была выпущена монография «Ярославль», посвященная 950-летию города, в которой была прослежена история ярославской школы художественной стенописи.
За несколько месяцев до смерти С. С. Чураков вместе с В. Е. Брягиным проводил реставрацию стенных росписей Андрея Рублёва и Даниила Чёрного во владимирском Успенском соборе. В итоге наблюдений Чураков попытался определить и разграничить фрески, написанные этими двумя иконописцами («Искусство». — 1964. — № 9; «Советская архитектура». — 1966. — № 1).
Его внук, Сергей Дмитриевич Чураков (род. 1983) — иерей храма Космы и Дамиана на Маросейке.